# Ле-Буске
Ле-Буске́ (фр. Le Bousquet) — коммуна во Франции, находится в регионе Лангедок — Руссильон. Департамент коммуны — Од. Входит в состав кантона Акса. Округ коммуны — Лиму.
Код INSEE коммуны — 11047.

## Население
Население коммуны на 2008 год составляло 47 человек.
| 1962 | 1968 | 1975 | 1982 | 1990 | 1999 | 2008 |
| ---- | ---- | ---- | ---- | ---- | ---- | ---- |
| 46   | 68   | 47   | 39   | 52   | 53   | 47   |

## Экономика
В 2007 году среди 23 человек в трудоспособном возрасте (15—64 лет) 14 были экономически активными, 9 — неактивными (показатель активности — 60,9 %, в 1999 году было 66,7 %). Из 14 активных работали 13 человек (8 мужчин и 5 женщин), безработной была 1 женщина. Среди 9 неактивных 1 человек был учеником или студентом, 6 — пенсионерами, 2 были неактивными по другим причинам.